# Saint-Pé-Delbosc
Pour les articles homonymes, voir Saint-Pé.
Saint-Pé-Delbosc est une commune française située dans l'ouest du département de la Haute-Garonne en région Occitanie.
Sur le plan historique et culturel, la commune est dans le pays de Comminges, correspondant à l’ancien comté de Comminges, circonscription de la province de Gascogne située sur les départements actuels du Gers, de la Haute-Garonne, des Hautes-Pyrénées et de l'Ariège. Exposée à un climat océanique altéré, elle est drainée par un bras de la Save, la Bernesse et par divers autres petits cours d'eau.
Saint-Pé-Delbosc est une commune rurale qui compte 144 habitants en 2022, après avoir connu un pic de population de 305 habitants en 1856..
Ses habitants sont appelés les Saint-Péans.

## Géographie

### Localisation
La commune de Saint-Pé-Delbosc se trouve dans le département de la Haute-Garonne, en région Occitanie.
Elle se situe à 71 km à vol d'oiseau de Toulouse, préfecture du département, et à 18 km de Saint-Gaudens, sous-préfecture.
Les communes les plus proches sont : 
Mondilhan (2,9 km), Montgaillard-sur-Save (3,2 km), Ciadoux (3,5 km), Saman (4,1 km), Escanecrabe (4,2 km), Blajan (4,4 km), Charlas (4,7 km), Lespugue (4,7 km).
Sur le plan historique et culturel, Saint-Pé-Delbosc fait partie des collines gasconnes du Savès, délimitées au sud et à l'est par les reliefs plus marqués des collines du Comminges, annonciatrices de la chaîne des Pyrénées, qui se dévoile pleinement depuis les coteaux ou les vallées. Ce territoire s'organise autour de la large vallée de la Save, dont la confluence avec les autres vallées majeures que sont la Gesse et l’Aussoue, s'opère au nord,.
Les communes limitrophes sont  Blajan, Boulogne-sur-Gesse, Charlas, Ciadoux, Mondilhan et Montgaillard-sur-Save.
| Boulogne-sur-Gesse | Mondilhan        |                       |
|                    | Saint-Pé-Delbosc | Ciadoux               |
| Blajan             | Charlas          | Montgaillard-sur-Save |

### Hydrographie

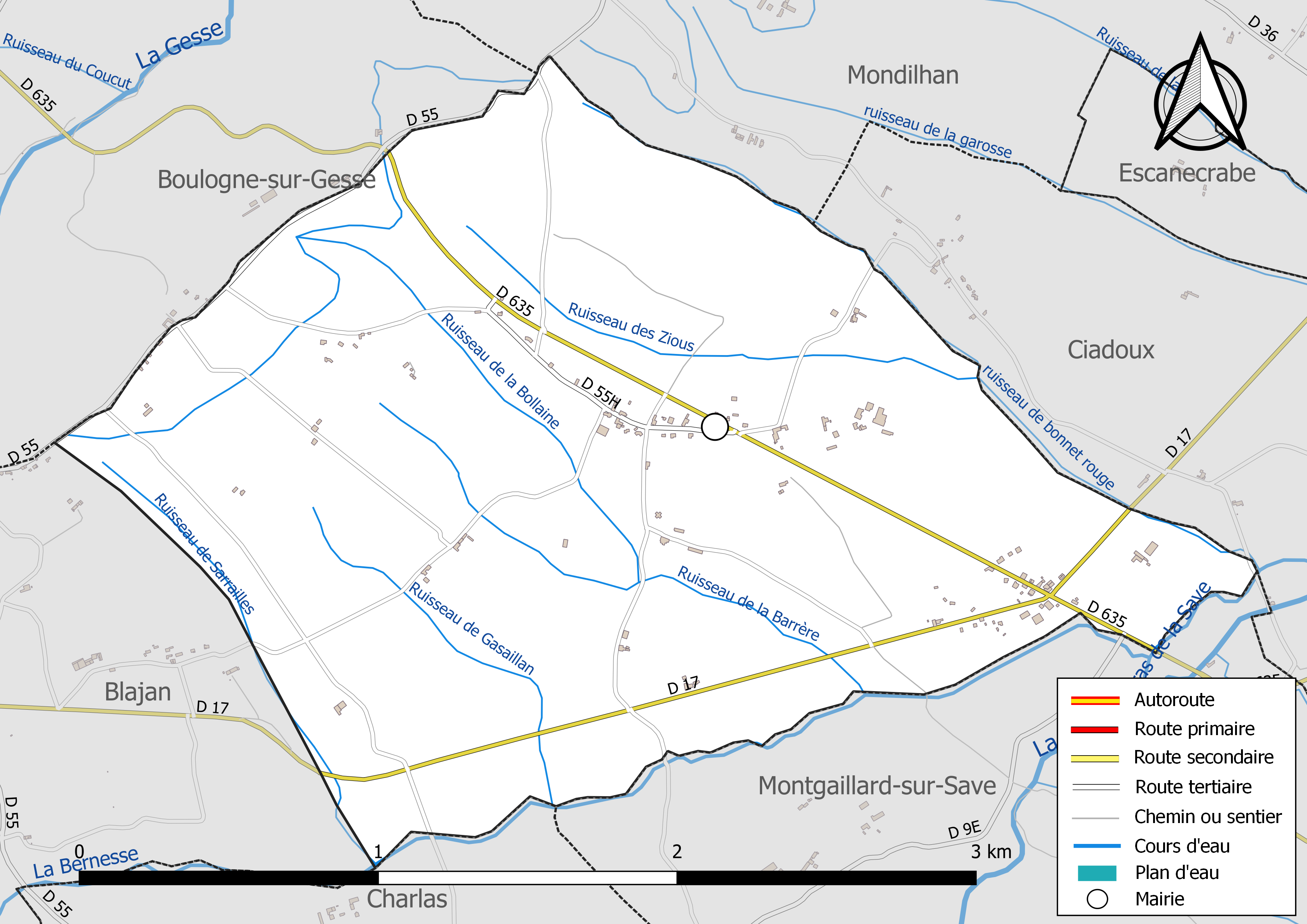
Réseaux hydrographique et routier de Saint-Pé-Delbosc.

La commune est dans le bassin de la Garonne, au sein du bassin hydrographique Adour-Garonne. Elle est drainée par la Bernesse, le ruisseau de bonnet rouge, le ruisseau de Gasaillan, le ruisseau de la Barrère, le ruisseau de la Bollaine, le ruisseau de Sarrailles, le ruisseau des Zious et par un petit cours d'eau, constituant un réseau hydrographique de 12 km de longueur totale,.

### Climat
Pour des articles plus généraux, voir Climat de l'Occitanie et Climat de la Haute-Garonne.
En 2010, le climat de la commune est de type climat océanique altéré, selon une étude s'appuyant sur une série de données couvrant la période 1971-2000. En 2020, Météo-France publie une typologie des climats de la France métropolitaine dans laquelle la commune est toujours exposée à un climat océanique altéré et est dans une zone de transition entre les régions climatiques « Aquitaine, Gascogne » et « Pyrénées centrales ».
Pour la période 1971-2000, la température annuelle moyenne est de 12,7 °C, avec une amplitude thermique annuelle de 14,9 °C. Le cumul annuel moyen de précipitations est de 884 mm, avec 9,8 jours de précipitations en janvier et 6,5 jours en juillet. Pour la période 1991-2020, la température moyenne annuelle observée sur la station météorologique la plus proche, située sur la commune de Clarac à 20 km à vol d'oiseau, est de 12,5 °C et le cumul annuel moyen de précipitations est de 804,9 mm,. Pour l'avenir, les paramètres climatiques de la commune estimés pour 2050 selon différents scénarios d'émission de gaz à effet de serre sont consultables sur un site dédié publié par Météo-France en novembre 2022.

### Milieux naturels et biodiversité
Aucun espace naturel présentant un intérêt patrimonial n'est recensé sur la commune dans l'inventaire national du patrimoine naturel,,.

## Urbanisme

### Typologie
Au 1er janvier 2024, Saint-Pé-Delbosc est catégorisée commune rurale à habitat très dispersé, selon la nouvelle grille communale de densité à sept niveaux définie par l'Insee en 2022.
Elle est située hors unité urbaine et hors attraction des villes,.

### Occupation des sols
L'occupation des sols de la commune, telle qu'elle ressort de la base de données européenne d’occupation biophysique des sols Corine Land Cover (CLC), est marquée par l'importance des territoires agricoles (99,9 % en 2018), une proportion identique à celle de 1990 (99,9 %). La répartition détaillée en 2018 est la suivante : 
zones agricoles hétérogènes (63,7 %), terres arables (36,2 %), forêts (0,1 %). L'évolution de l’occupation des sols de la commune et de ses infrastructures peut être observée sur les différentes représentations cartographiques du territoire : la carte de Cassini (XVIIIe siècle), la carte d'état-major (1820-1866) et les cartes ou photos aériennes de l'IGN pour la période actuelle (1950 à aujourd'hui).

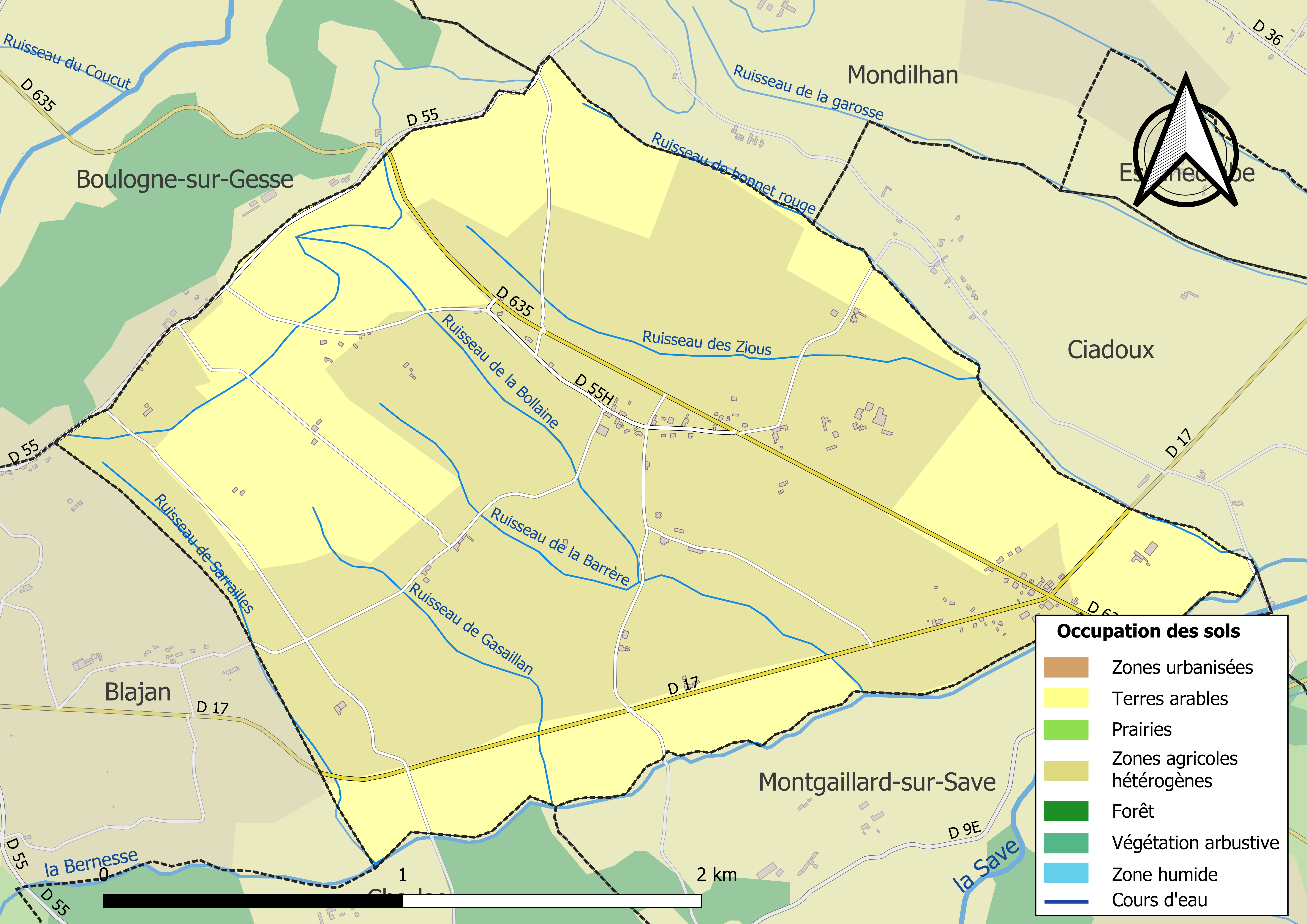
Carte des infrastructures et de l'occupation des sols de la commune en 2018 (CLC).

### Voies de communication et transports
Accès par l'ancienne route nationale 635 et par la ligne régulière de transport interurbain du réseau Arc-en-ciel (anciennement SEMVAT).

### Risques majeurs
Le territoire de la commune de Saint-Pé-Delbosc est vulnérable à différents aléas naturels : météorologiques (tempête, orage, neige, grand froid, canicule ou sécheresse), inondations et séisme (sismicité faible). Un site publié par le BRGM permet d'évaluer simplement et rapidement les risques d'un bien localisé soit par son adresse soit par le numéro de sa parcelle.
Certaines parties du territoire communal sont susceptibles d’être affectées par le risque d’inondation par débordement de cours d'eau, notamment la Bernesse. La commune a été reconnue en état de catastrophe naturelle au titre des dommages causés par les inondations et coulées de boue survenues en 1982, 1999 et 2009,.

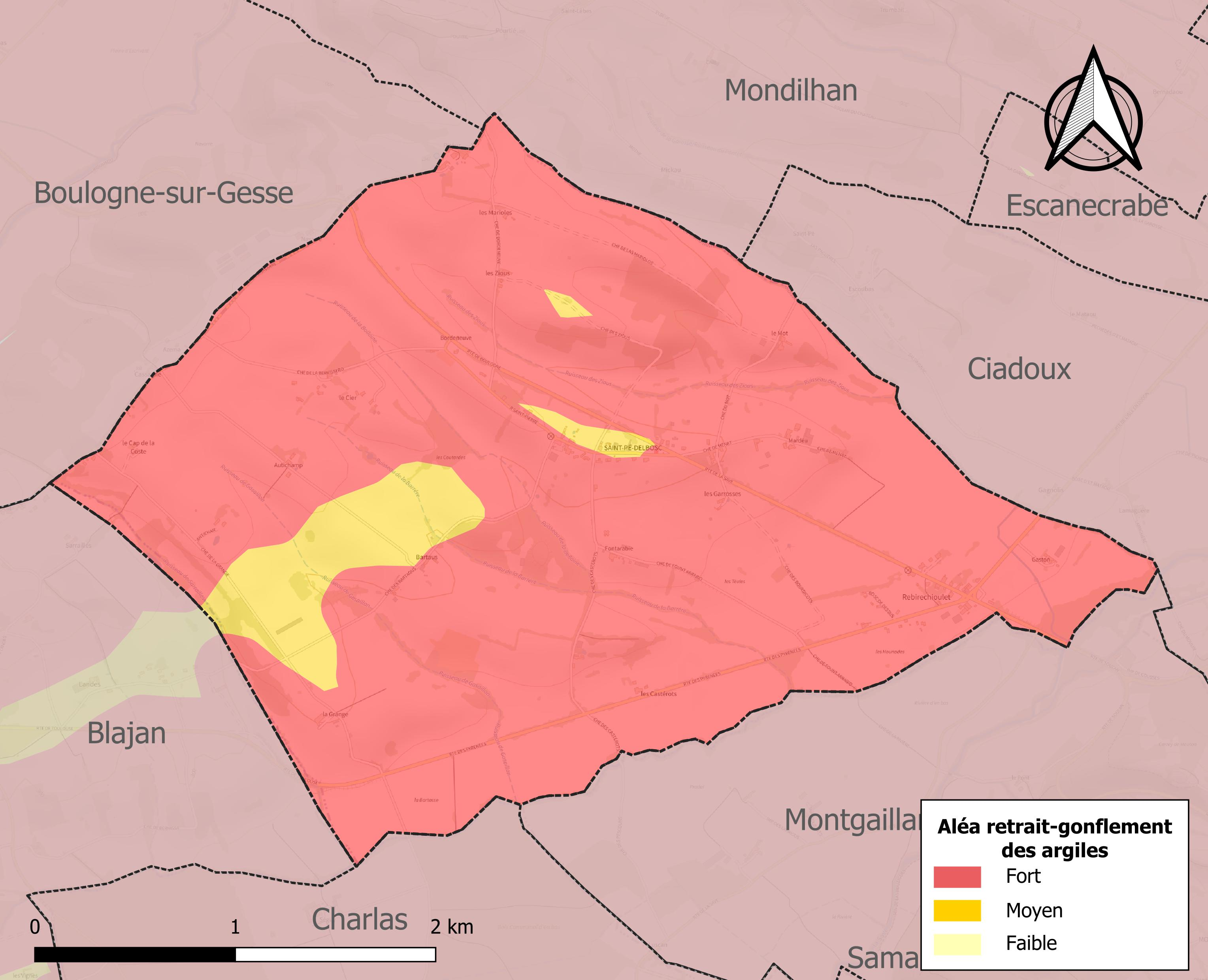
Carte des zones d'aléa retrait-gonflement des sols argileux de Saint-Pé-Delbosc.

Le retrait-gonflement des sols argileux est susceptible d'engendrer des dommages importants aux bâtiments en cas d’alternance de périodes de sécheresse et de pluie. La totalité de la commune est en aléa moyen ou fort (88,8 % au niveau départemental et 48,5 % au niveau national). Sur les 68 bâtiments dénombrés sur la commune en 2019, 68 sont en aléa moyen ou fort, soit 100 %, à comparer aux 98 % au niveau départemental et 54 % au niveau national. Une cartographie de l'exposition du territoire national au retrait gonflement des sols argileux est disponible sur le site du BRGM,.
Par ailleurs, afin de mieux appréhender le risque d’affaissement de terrain, l'inventaire national des cavités souterraines permet de localiser celles situées sur la commune.
Concernant les mouvements de terrains, la commune a été reconnue en état de catastrophe naturelle au titre des dommages causés par la sécheresse en 1989, 1993, 1998, 2002 et 2003 et par des mouvements de terrain en 1999.

## Politique et administration

### Rattachements administratifs et électoraux
Commune faisant partie de la huitième circonscription de la Haute-Garonne de la communauté de communes du Boulonnais et du canton de Saint-Gaudens (avant le redécoupage départemental de 2014, Saint-Pé-Delbosc faisait partie de l'ex-canton de Boulogne-sur-Gesse et avant le 1er janvier 2017 elle faisait partie de la communauté de communes du Boulonnais).

### Liste des maires
| Période                                  | Période  | Identité              | Étiquette | Qualité     |
| ---------------------------------------- | -------- | --------------------- | --------- | ----------- |
| avant 1995                               | 1995     | Louis Larrieu         | PS        |             |
| mars 2001                                | En cours | Jean-Pierre Fortassin | DVG       | Agriculteur |
| Les données manquantes sont à compléter. |          |                       |           |             |

## population et société

### Démographie
| 1793 | 1800 | 1806 | 1821 | 1831 | 1836 | 1841 | 1846 | 1851 |
| ---- | ---- | ---- | ---- | ---- | ---- | ---- | ---- | ---- |
| 189  | 178  | 175  | 214  | 209  | 209  | 211  | 223  | 250  |

| 1856 | 1861 | 1866 | 1872 | 1876 | 1881 | 1886 | 1891 | 1896 |
| ---- | ---- | ---- | ---- | ---- | ---- | ---- | ---- | ---- |
| 305  | 253  | 265  | 297  | 280  | 260  | 259  | 254  | 245  |

| 1901 | 1906 | 1911 | 1921 | 1926 | 1931 | 1936 | 1946 | 1954 |
| ---- | ---- | ---- | ---- | ---- | ---- | ---- | ---- | ---- |
| 230  | 229  | 211  | 177  | 195  | 188  | 182  | 166  | 156  |

| 1962 | 1968 | 1975 | 1982 | 1990 | 1999 | 2006 | 2008 | 2013 |
| ---- | ---- | ---- | ---- | ---- | ---- | ---- | ---- | ---- |
| 147  | 149  | 147  | 135  | 132  | 121  | 124  | 125  | 126  |

| 2018 | 2022 | - | - | - | - | - | - | - |
| ---- | ---- | - | - | - | - | - | - | - |
| 141  | 144  | - | - | - | - | - | - | - |

| selon la population municipale des années : | 1968 | 1975 | 1982 | 1990 | 1999 | 2006 | 2009 | 2013 |
| Rang de la commune dans le département      | 308  | 358  | 377  | 411  | 421  | 444  | 448  | 456  |
| Nombre de communes du département           | 592  | 582  | 586  | 588  | 588  | 588  | 589  | 589  |

### Enseignement
Saint-Pé-Delbosc fait partie de l'académie de Toulouse.

## Économie

### Emploi
|                | 2008  | 2013  | 2018  |
| -------------- | ----- | ----- | ----- |
| Commune        | 3,6 % | 7,3 % | 3,6 % |
| Département    | 7,7 % | 9,6 % | 9,3 % |
| France entière | 8,3 % | 10 %  | 10 %  |

En 2018, la population âgée de 15 à 64 ans s'élève à 83 personnes, parmi lesquelles on compte 77,1 % d'actifs (73,5 % ayant un emploi et 3,6 % de chômeurs) et 22,9 % d'inactifs,. Depuis 2008, le taux de chômage communal (au sens du recensement) des 15-64 ans est inférieur à celui de la France et du département.
La commune est hors attraction des villes,. Elle compte 19 emplois en 2018, contre 18 en 2013 et 22 en 2008. Le nombre d'actifs ayant un emploi résidant dans la commune est de 62, soit un indicateur de concentration d'emploi de 30,7 % et un taux d'activité parmi les 15 ans ou plus de 53,3 %.
Sur ces 62 actifs de 15 ans ou plus ayant un emploi, 17 travaillent dans la commune, soit 27 % des habitants. Pour se rendre au travail, 80,6 % des habitants utilisent un véhicule personnel ou de fonction à quatre roues, 1,6 % les transports en commun, 1,6 % s'y rendent en deux-roues, à vélo ou à pied et 16,1 % n'ont pas besoin de transport (travail au domicile).

### Activités hors agriculture
13 établissements sont implantés  à Saint-Pé-Delbosc au 31 décembre 2019.
Le secteur de l'industrie manufacturière, des industries extractives et autres est prépondérant sur la commune puisqu'il représente 30,8 % du nombre total d'établissements de la commune (4 sur les 13 entreprises implantées  à Saint-Pé-Delbosc), contre 5,7 % au niveau départemental.

### Agriculture
La commune est dans les « Coteaux de Gascogne », une petite région agricole occupant une partie ouest du département de la Haute-Garonne, constitué d'un relief de cuestas et de vallées peu profondes, creusés par les rivières issues du massif pyrénéen, avec une activité de polyculture et d’élevage. En 2020, l'orientation technico-économique de l'agriculture  sur la commune est la combinaisons de granivores (porcins, volailles).
|               | 1988 | 2000 | 2010 | 2020 |
| ------------- | ---- | ---- | ---- | ---- |
| Exploitations | 23   | 12   | 14   | 14   |
| SAU (ha)      | 474  | 417  | 481  | 568  |

Le nombre d'exploitations agricoles en activité et ayant leur siège dans la commune est passé de 23 lors du recensement agricole de 1988  à 12 en 2000 puis à 14 en 2010 et enfin à 14 en 2020, soit une baisse de 39 % en 32 ans. Le même mouvement est observé à l'échelle du département qui a perdu pendant cette période 57 % de ses exploitations,. La surface agricole utilisée sur la commune a quant à elle augmenté, passant de 474 ha en 1988 à 568 ha en 2020. Parallèlement la surface agricole utilisée moyenne par exploitation a augmenté, passant de 21 à 41 ha.

## Culture locale et patrimoine

### Lieux et monuments
- Église Saint-Pierre de Saint-Pé-Delbosc.

#### Site de l'Insee
1. 1 2  Insee, « Métadonnées de la commune de Saint-Pé-Delbosc ».
2. ↑  « La grille communale de densité », sur insee,fr, 28 mai 2024 (consulté le 27 juin 2024).
3. ↑  « Base des aires d'attraction des villes 2020. », sur insee.fr, 21 octobre 2020 (consulté le 27 juin 2024).
4. ↑  Marie-Pierre de Bellefon, Pascal Eusebio, Jocelyn Forest, Olivier Pégaz-Blanc et Raymond Warnod (Insee), « En France, neuf personnes sur dix vivent dans l’aire d’attraction d’une ville », sur insee.fr, 21 octobre 2020 (consulté le 27 juin 2024).
5. 1 2  « Emp T1 - Population de 15 à 64 ans par type d'activité en 2018 à Saint-Pé-Delbosc » (consulté le 2 février 2022).
6. ↑  « Emp T1 - Population de 15 à 64 ans par type d'activité en 2018 dans la Haute-Garonne » (consulté le 2 février 2022).
7. ↑  « Emp T1 - Population de 15 à 64 ans par type d'activité en 2018 dans la France entière » (consulté le 2 février 2022).
8. ↑  « Base des aires d'attraction des villes 2020 », sur site de l'Insee (consulté le 10 avril 2021).
9. ↑  « Emp T5 - Emploi et activité en 2018 à Saint-Pé-Delbosc » (consulté le 2 février 2022).
10. ↑  « ACT T4 - Lieu de travail des actifs de 15 ans ou plus ayant un emploi qui résident dans la commune en 2018 » (consulté le 2 février 2022).
11. ↑  « ACT G2 - Part des moyens de transport utilisés pour se rendre au travail en 2018 » (consulté le 2 février 2022).
12. ↑  « DEN T5 - Nombre d'établissements par secteur d'activité au 31 décembre 2019 à Saint-Pé-Delbosc » (consulté le 12 février 2022).
13. ↑  « DEN T5 - Nombre d'établissements par secteur d'activité au 31 décembre 2019 dans la Haute-Garonne » (consulté le 12 février 2022).

#### Autres sources
1. ↑  Stephan Georg, « Distance entre Saint-Pé-Delbosc et Toulouse », sur fr.distance.to (consulté le 24 août 2021).
2. ↑  Stephan Georg, « Distance entre Saint-Pé-Delbosc et Saint-Gaudens », sur fr.distance.to (consulté le 24 août 2021).
3. ↑  « Communes les plus proches de Saint-Pé-Delbosc », sur villorama.com (consulté le 24 août 2021).
4. ↑  « Les Collines gasconnes du Savès », sur paysages.haute-garonne.fr (consulté le 24 août 2021).
5. ↑  Frédéric Zégierman, Le guide des pays de France - Sud, Paris, Fayard, avril 1999 (ISBN 2-213-59961-0), p. 369-370.
6. ↑  Carte IGN sous Géoportail
7. ↑  « Le réseau hydrographique du bassin Adour-Garonne. » [PDF], sur draaf.occitanie.agriculture.gouv.fr (consulté le 5 novembre 2021).
8. ↑  « Fiche communale de Saint-Pé-Delbosc », sur le système d'information pour la gestion des eaux souterraines en Occitanie (consulté le 5 novembre 2021).
9. 1 2  Daniel Joly, Thierry Brossard, Hervé Cardot, Jean Cavailhes, Mohamed Hilal et Pierre Wavresky, « Les types de climats en France, une construction spatiale », Cybergéo, revue européenne de géographie - European Journal of Geography, no 501,‎ 18 juin 2010 (DOI 10.4000/cybergeo.23155, lire en ligne, consulté le 21 novembre 2023)
10. ↑  « Zonages climatiques en France métropolitaine. », sur pluiesextremes.meteo.fr (consulté le 21 novembre 2023).
11. ↑  « Orthodromie entre Saint-Pé-Delbosc et Clarac », sur fr.distance.to (consulté le 21 novembre 2023).
12. ↑  « Station Météo-France « Clarac » (commune de Clarac) - fiche climatologique - période 1991-2020 », sur donneespubliques.meteofrance.fr (consulté le 21 novembre 2023).
13. ↑  « Station Météo-France « Clarac » (commune de Clarac) - fiche de métadonnées. », sur donneespubliques.meteofrance.fr (consulté le 21 novembre 2023).
14. ↑  « Climadiag Commune : diagnostiquez les enjeux climatiques de votre collectivité. », sur meteofrance.fr, novembre 2022 (consulté le 21 novembre 2023).
15. ↑  « Liste des zones Natura 2000 de la commune de Saint-Pé-Delbosc », sur le site de l'Inventaire national du patrimoine naturel (consulté le 29 août 2021).
16. ↑  « Liste des ZNIEFF de la commune de Saint-Pé-Delbosc », sur le site de l'Inventaire national du patrimoine naturel (consulté le 29 août 2021).
17. ↑  « Liste des espaces protégés sur la commune de Saint-Pé-Delbosc », sur le site de l'Inventaire national du patrimoine naturel (consulté le 29 août 2021).
18. ↑  « CORINE Land Cover (CLC) - Répartition des superficies en 15 postes d'occupation des sols (métropole). », sur le site des données et études statistiques du ministère de la Transition écologique. (consulté le 14 avril 2021).
19. 1 2 3  « Les risques près de chez moi - commune de Saint-Pé-Delbosc », sur Géorisques (consulté le 17 octobre 2022).
20. ↑  BRGM, « Évaluez simplement et rapidement les risques de votre bien », sur Géorisques (consulté le 10 septembre 2022).
21. ↑  « Dossier départemental des risques majeurs dans la Haute-Garonne », sur haute-garonne.gouv.fr (consulté le 10 septembre 2022), partie 1 -  chapitre Risque inondation.
22. ↑  « Retrait-gonflement des argiles », sur le site de l'observatoire national des risques naturels (consulté le 10 septembre 2022).
23. ↑  « Liste des cavités souterraines localisées sur la commune de Saint-Pé-Delbosc », sur georisques.gouv.fr (consulté le 10 septembre 2022).
24. ↑  L'organisation du recensement, sur insee.fr.
25. ↑  Calendrier départemental des recensements, sur insee.fr.
26. ↑  Des villages de Cassini aux communes d'aujourd'hui sur le site de l'École des hautes études en sciences sociales.
27. ↑  Fiches Insee - Populations de référence de la commune pour les années 2006, 2007, 2008, 2009, 2010, 2011, 2012, 2013, 2014, 2015, 2016, 2017, 2018, 2019, 2020, 2021 et 2022.
28. 1 2 3 4 5  INSEE, « Population selon le sexe et l'âge quinquennal de 1968 à 2012 (1990 à 2012 pour les DOM) », sur insee.fr, 15 octobre 2015 (consulté le 10 janvier 2016).
29. ↑  INSEE, « Populations légales 2006 des départements et des collectivités d'outre-mer », sur insee.fr, 1er janvier 2009 (consulté le 8 janvier 2016).
30. ↑  INSEE, « Populations légales 2009 des départements et des collectivités d'outre-mer », sur insee.fr, 1er janvier 2012 (consulté le 8 janvier 2016).
31. ↑  INSEE, « Populations légales 2013 des départements et des collectivités d'outre-mer », sur insee.fr, 1er janvier 2016 (consulté le 8 janvier 2016).
32. ↑  « Les régions agricoles (RA), petites régions agricoles(PRA) - Année de référence : 2017 », sur agreste.agriculture.gouv.fr (consulté le 12 février 2022).
33. ↑  Présentation des premiers résultats du recensement agricole 2020, Ministère de l’agriculture et de l’alimentation, 10 décembre 2021
34. 1 2  « Fiche de recensement agricole - Exploitations ayant leur siège dans la commune de Saint-Pé-Delbosc - Données générales », sur recensement-agricole.agriculture.gouv.fr (consulté le 12 février 2022).
35. ↑  « Fiche de recensement agricole - Exploitations ayant leur siège dans le département de la Haute-Garonne » (consulté le 12 février 2022).